# خوسيه رييس
خوسيه رييس (بالإسبانية: José Reyes)‏ (و. 1983  م) هو لاعب كرة قاعدة من جمهورية الدومينيكان، مركز لعبه هو شورتستوب ‏.

## روابط خارجية
- خوسيه رييس على موقع دوري كرة القاعدة الرئيسي (الإنجليزية)
- خوسيه رييس على موقعبيزبول رفرنس.كوم (الدوري الرئيسي) (الإنجليزية)
- خوسيه رييس على موقعبيزبول رفرنس.كوم (الدوري الثانوي) (الإنجليزية)
- خوسيه رييس على موقع إي إس بي إن.كوم (أم.أل.بي) (الإنجليزية)
- خوسيه رييس على موقع مشجعي الرسوم البيانية (الإنجليزية)